# Мастепан, Ульяна Степановна
Ульяна Степановна Мастепан (1912, село Карловка, Мариупольский уезд, Екатеринославская губерния, Российская империя — неизвестно, Волноваха, Донецкая область) — звеньевая колхоза «Червоный партизан» Волновахского района Сталинской области, Украинская ССР. Герой Социалистического Труда (1949).

## Биография
Родилась в 1912 году в крестьянской семье в селе Карловка Мариупольского уезда (сегодня — Волновахский район). С раннего возраста трудилась в сельском хозяйстве. В послевоенное время — звеньевая колхоза «Червоный партизан» Волновахского района.
В 1948 году звено под её руководством собрало в среднем с каждого гектара по 38,2 центнера пшеницы на участке площадью 20 гектаров. Указом Президиума Верховного Совета СССР «О присвоении звания Героя Социалистического Труда передовикам сельского хозяйства Сталинской области Украинской ССР» от 26 марта 1949 года удостоена звания Героя Социалистического Труда за «получение высоких урожаев пшеницы в 1948 году» с вручением ордена Ленина и золотой медали «Серп и Молот» (№ 3156).
После выхода на пенсию проживала в пригороде Волновахи (сегодня — в городских чертах). С 1968 года — персональный пенсионер союзного значения. Дата смерти не установлена.